# Bob Dornan

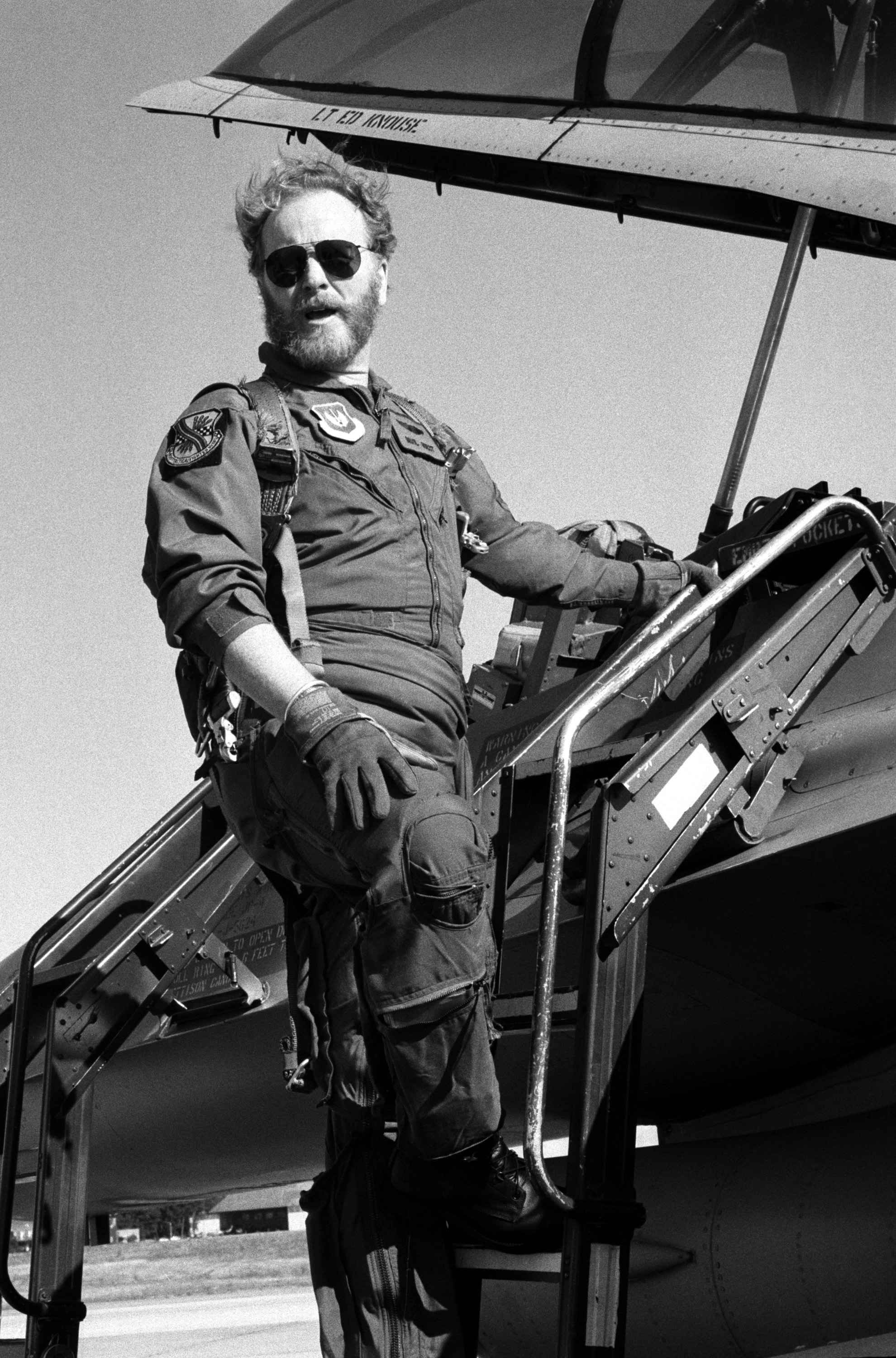
Bob Dornan bei einem Besuch der Torrejón Air Base in Spanien (1988)

Robert Kenneth „Bob“ Dornan (* 3. April 1933 in New York City) ist ein US-amerikanischer Schauspieler und Politiker. Zwischen 1977 und 1997 vertrat er zweimal den Bundesstaat Kalifornien im US-Repräsentantenhaus.

## Leben
Bob Dornan besuchte die öffentlichen Schulen seiner Heimat. Im Jahr 1950 absolvierte er die Loyola High School in Kalifornien. Danach studierte er von 1950 bis 1953 an der Loyola Marymount University. Zwischen 1953 und 1958 diente er in der United States Air Force. Bis 1973 gehörte er der Reserve dieser Waffengattung an. In den folgenden Jahren arbeitete Dornan, dessen Onkel der bekannte Entertainer Jack Haley war, in der Fernseh- und Radiobranche. Er war auch als Schauspieler in einigen Nebenrollen in Filmen und Fernsehserien zu sehen, darunter Verliebt in eine Hexe, Bezaubernde Jeannie und Auf der Flucht. Gleichzeitig begann er als Mitglied der Republikanischen Partei eine politische Laufbahn. In den Jahren 1980, 1984 und 1988 war er Delegierter zu den jeweiligen Republican National Conventions, auf denen Ronald Reagan sowie später George Bush als Präsidentschaftskandidaten nominiert wurden.
Bei den Kongresswahlen des Jahres 1976 wurde Dornan im 27. Wahlbezirk von Kalifornien in das US-Repräsentantenhaus in Washington, D.C. gewählt, wo er am 3. Januar 1977 die Nachfolge von Alphonzo Bell antrat. Nach zwei Wiederwahlen konnte er bis zum 3. Januar 1983 drei Legislaturperioden im Kongress absolvieren. Im Jahr 1982 verzichtete er zu Gunsten einer dann erfolglosen innerparteilichen Bewerbung für die Wahlen zum US-Senat auf eine weitere Kandidatur. Bei den Wahlen des Jahres 1984 wurde Dornan im 38. Distrikt seines Staates erneut in den Kongress gewählt, wo er am 3. Januar 1985 die Nachfolge von Jerry M. Patterson antrat. Nach fünf Wiederwahlen konnte er bis zum 3. Januar 1997 sechs weitere Amtszeiten im US-Repräsentantenhaus verbringen. Seit 1993 vertrat er dort den damals neugeschaffenen 46. Wahlbezirk Kaliforniens. Dornan galt als sehr konservativer Abgeordneter. Er setzte sich aber entschieden für den Tierschutz ein.
Im Jahr 1996 unterlag Dornan der Demokratin Loretta Sanchez. Er legte erfolglos Einspruch gegen den Ausgang dieser Wahl ein. 1998 kandidierte er erneut erfolglos gegen Sanchez. Heute arbeitet er für die American Life League, eine christlich-konservative Anti-Abtreibungsorganisation.

## Filmografie
- 1960: Men Into Space (Fernsehserie, Folge 1x23)
- 1960: Ein charmanter Hochstapler (The Great Impostor)
- 1961: Die X-15 startklar (X-15)
- 1962: Have Gun – Will Travel (Fernsehserie, Folge 5x32)
- 1962: Dennis, Geschichten eines Lausbuben (Dennis the Menace, Fernsehserie, Folge 4x09)
- 1963: Der Kommodore (A Gathering of Eagles)
- 1964: The Starfighters
- 1965: Verliebt in eine Hexe (Bewitched, Fernsehserie, Folge 1x23)
- 1965: Die Welt der Jean Harlow (Harlow)
- 1965: Bezaubernde Jeannie (I Dream of Jeannie, Fernsehserie, Folge 1x06)
- 1965–1967: 12 O'Clock High (Twelve O'Clock High, Fernsehserie, 25 Folgen)
- 1966: Auf der Flucht (The Fugitive, Fernsehserie, Folge 3x21)
- 1966: To the Shores of Hell
- 1967: Hell on Wheels
- 1968: The Rat Patrol (Fernsehserie, Folge 2x20)
- 1971: Der Chef (Ironside, Fernsehserie, Folge 5x10)

## Kontroversen
Dornnan fiel etliche Male durch kontroverse Äußerungen auf.
- 1994 beschimpfte er während einer Debatte den Abgeordneten Steve Gunderson als Schwulen[1]
- 1986 nannte er den Journalisten Wladimir Posner einen „illoyalen, betrügerischen kleinen Juden“, der sich im Fernsehen als Journalisten aufspiele[2]
- 1992 sagte er im Fernsehinterview „jede lesbische Speerwerferin in diesem Land hofft, ich werde besiegt“[3]
- 1994 verkündete er in der Sendung Politically Incorrect das Jahr des Penis, als Reaktion auf das Jahr der Frau[4]

## In den Medien
Bob Dornans Einspruch gegen die Wahl Loretta Sanchez’ mit der Begründung, illegale Latino-Einwanderer hätten sie gewählt, findet im Film Der große Macher von Michael Moore Erwähnung. Moore hatte als Reaktion auf Dornan einen Einspruch bei der Wahlbehörde eingelegt, mit der Begründung, dass die Dornan-Wähler verrückt gewesen sein müssten. Michael Moore hatte auch ein Kapitel seines Buches Downsize This! Dornan gewidmet und die psychiatrische Untersuchung Dornans angeregt.